# گرتما
گرتما (به لاتین: Gertma) یک منطقهٔ مسکونی در روسیه است که در شهرستان کازبکوفسکی واقع شده‌است.